# Chaenomeles cathayensis
Chaenomeles cathayensis — вид квіткових рослин родини розових. Він походить з Китаю, Бутану та М'янми.

## Опис
Це колючий листопадний кущ або дерево висотою до 6 метрів. Листя загострене, часто зубчасте, від овальної до ланцетної форми. На нижній стороні вони вовняні, принаймні, коли вони нові. Рожеві чи білі дзвонові квітки досягають 4 сантиметрів в ширину. Плід — запашне жовто-червоне яблуко 6 або 7 сантиметрів у діаметрі. 

## Поширення
Його середовища існування включають схили, лісові узбіччя та узбіччя; на висотах 900–2500 метрів.

## Використання

### В їжу
Фрукти дуже жорсткі сирими, але ароматні при варінні. З нього виходить чудове желе і дуже гарне варення, особливо добре його варити з яблуками.

### В медицині
Плід є протиблювотним, протиревматичним, спазмолітичним і травним засобом. Застосовується при ревматичних болях, судомах литкових м'язів, блювоті, диспепсії та діареї. Фрукти містять поліфеноли, флавоноїди, тритерпени та проантоціанідини, які, як було показано, мають сильну антиоксидантну дію. Доведено, що такі антиоксидантні сполуки захищають від серцево-судинних захворювань, а також виявляють протипухлинну, антимікробну, антиадгезивну та протизапальну дію.

### В агролісомеліорації
Це хороша для бджіл рослина, яка цвіте на початку року та дає пилок і нектар.